# Darceta hesperina
Darceta hesperina là một loài bướm đêm trong họ Noctuidae.